# Flymore
Flymore var ett ryskt nu metal-band. Bandet bildades 2002 under namnet Millennium men bytte senare till Flymore. Deras första fullängdsskiva, Millennium IV V, släpptes 2009.

## Medlemmar
Nuvarande medlemmar
- Max "Frozt" Morozov – sång (2002–2014)
- Igor "Fly" Mukhin – gitarr (2002–2014)
- Paul "Rage" Jones – basgitarr (2013–2014)
- Gustaf "ThorBo" Bodén – trummor (2013–2014)
- Jonas "STORM" Blomqvist – gitarr (2013–2014)

Tidigare medlemmar
- Denis Rybakov – basgitarr (2002–2013)
- Nikita Alekseev – gitarr (2006–2013)
- Serj Yashin – trummor (2011–2013)
- Serj Kulikov – trummor (2005–2011)
- Dmitrij Kurin – trummor (2002–2005)

## Diskografi
Studioalbum
- 2009 – Millennium IV V

EP
- 2013 – Mind Tricks

Singel
- 2009 – "All The Time I Bled"